# Offenberg (gmina)
Offenberg – gmina w Niemczech, w kraju związkowym Bawaria, w rejencji Dolna Bawaria, w regionie Donau-Wald, w powiecie Deggendorf. Leży około 7 km na północny zachód od Deggendorfu, przy autostradzie A3.

## Podział administracyjny
Części gminy: Buchberg, Offenberg, Penzenried.

### Demografia
| Rok  | Liczba mieszk. |
| ---- | -------------- |
| 1970 | 2190           |
| 1987 | 2726           |
| 2000 | 3389           |
| 2005 | 3359           |
| 2008 | 3333           |

### Struktura wiekowa
Dane o ludności z 31 grudnia 2008:
| Opis                                | Ogółem | Ogółem | Kobiety | Kobiety | Mężczyźni | Mężczyźni |
| ----------------------------------- | ------ | ------ | ------- | ------- | --------- | --------- |
| Jednostka                           | osób   | %      | osób    | %       | osób      | %         |
| Populacja                           | 3333   | 100    | 1668    | 50,05   | 1665      | 49,95     |
| Wiek przedprodukcyjny (0–17 lat)    | 659    | 19,77  | 315     | 9,45    | 344       | 10,32     |
| Wiek produkcyjny (18–65 lat)        | 2180   | 65,41  | 1089    | 32,67   | 1091      | 32,73     |
| Wiek poprodukcyjny (powyżej 65 lat) | 494    | 14,82  | 264     | 7,92    | 230       | 6,9       |

## Polityka
Wójtem od 2002 jest Nikolaus Walther, jego poprzednikiem był Ludwig Kandler. Rada gminy składa się z 16 osób.
|      | CSU | SPD/FW | FWG/BLA | JWG | JL | PROO | FWGaG | BLA | Razem |
| 2008 | 5   | 5      | 2       | 2   | 1  | 1    | –     | –   | 16    |
| 2002 | 5   | 5      | –       | 2   | 1  | –    | 2     | 1   | 16    |

## Oświata
W gminie znajduje się 100 miejsc przedszkolnych oraz szkoła podstawowa.